# A.S.D. Anziolavinio
Associazione Sportiva Dilettantistica Anziolavinio là một câu lạc bộ bóng đá Ý nằm ở Anzio, Lazio.
Câu lạc bộ hiện đang chơi ở Serie D.

## Lịch sử
Câu lạc bộ được thành lập vào năm 1990 sau khi sáp nhập giữa hai câu lạc bộ chơi ở Serie D: AS Anzio (thành lập năm 1924) và AC Lavinio.

## Màu sắc và huy hiệu
Màu sắc của câu lạc bộ là trắng và xanh.